# Dag van de Nederlandse jazz
De Dag van de Nederlandse jazz (Jazzdag) is een initiatief van Buma Cultuur en werd op 11 mei 2007 voor het eerst georganiseerd in Amersfoort door stichting JazzNL. Deze dag is bedoeld voor iedereen die professioneel met Nederlandse jazz bezig is. Doel van de dag is het bieden een netwerkbijeenkomst ('jazz marktplaats') voor muzikanten en mensen uit de muziekindustrie (boekingskantoren, radiostations, journalisten, platenmaatschappijen etc.). Daarnaast wordt er ook veel informatie gepresenteerd en zijn er workshops over muziek maken en de zakelijke aspecten daarvan.
Op 28 en 29 juni 2013 vond in Rotterdam de zevende editie plaats. 